# Княгинине (Демидівська селищна громада)
Княги́нине — село в Україні, у Демидівській селищній громаді Дубенського району Рівненської області. Населення становить 442 особи.

## Історія

### Археологічні знахідки
Село Княгинине вперше згадується у 1545 році, в акті описі Луцького замку, у числі городень якого згадується також «городня Олехна и Ивановой Княгининской с. Кнегинина». Тут же в грамоті короля польського Казимира говориться, що «в Княгинине не надобно давать мыто».
Княгинине згадується ще в декількох історичних документах. Так, в акті від 25 травня 1569 року в універсалі Сигизмунда Августа про приєднання землі Волинської до корони Польської, де король під загрозою конфіскації володінь наказує дворянам згодитися на приєднання і підтвердити тих, хто присягнеться королю, значиться «Богдан Кнегининский».
Ще одне нагадування про село було в акті від 9 травня 1592 року. Названий акт — це донесення Тимофія Брянського про те, що він покликав свідків у суд з приводу образ на адресу єпископа Луцького Кирила Терлецького, нанесених старостою Луцьким Олександром Семашком. У числі свідків значиться пан «Иван Кнегининский».
У скарзі Романа Козинського від 15 лютого 1568 року говориться про нанесення йому і його слугам побоїв, пограбунок у них одягу і зброї Луцьким возним «Богданом Княгининским в селе Княгинин». Після отримання селом магдебурзького права в 1618 р. його населення помітно збільшилося, пожвавилося ремісниче життя.

### Російський період
19 ст

Княгинине на польській карті 1937 року

7 (20) листопада 1917 року, відповідно до Третього Універсалу Української Центральної Ради, увійшло до складу Української Народної Республіки.

### Друга світова війна
У Червоній армії воювали 78 жителів села, з них 31 нагороджений бойовими орденами і медалями Радянського Союзу; 47 воїнів полягли в боях.
17 березня 1944 року селом Княгинине оволоділи війська 13-ї Гвардійської Ровенської Червонопрапорної ордена Суворова кавалерійської дивізії під командуванням генерал-лейтенанта Зубова П. І.
У 1966 році за рішенням загальних зборів колгоспників колгоспу «Ленінський шлях» був встановлений пам'ятник воїнам-односельчанам.

### Повоєнний період
У 1948 році була створена комсомольська організація, у 1952 - партійна організація. У 70-х рр. налічувалось 33 комуністи та 107 комсомольців.

### Незалежна Україна
12 червня 2020 року, відповідно до розпорядження Кабінету Міністрів України № 722-р від «Про визначення адміністративних центрів та затвердження територій територіальних громад Рівненської області», увійшло до складу Демидівської селищної громади Демидівського району.
19 липня 2020 року, в результаті адміністративно-територіальної реформи та ліквідації Демидівського району, село увійшло до складу Дубенського району.

## Населення
За переписом населення України 2001 року в селі мешкало 509 осіб.

### Мова
Розподіл населення за рідною мовою за даними перепису 2001 року:
| Мова       | Відсоток |
| ---------- | -------- |
| українська | 99,61 %  |
| російська  | 0,39 %   |

## Зв'язок
Відділення поштового зв'язку розташоване в окремому газифікованому приміщенні. Завідувачка Гачевська Вікторія Володимирівна.

## Освіта
Діє дошкільний навчальний заклад "Барвінок", завідувачка Безецна Валентина Іванівна. Відкритий у 1991 р., пропрацював 6 років. У 2006 році відновив свою діяльність, але є сезонним у зв'язку з відсутністю опалення. Відвідує 23 дитини, за якими доглядають 6 працюючих..
Княгининська загальноосвітня школа І-ІІІ ступенів, у якій навчається 154 учні, працює 26 вчителів. Директор Легенюк Михайло Васильович. Діє музей історії школи, якому наказом МОНУ №353 від 13.06.2005 р. надано звання "зразковий". Функціонує 20 гуртків.

## Релігія
Окрасою села є Свято-Михайлівська церква Київського Патріархату. Була заснована в 1790 році на кошти поміщика Якубовського. Будувалася під костел. Будівництво тривало шість років і було закінчене в 1796 році. 
У 1939 році, після об’єднання східних та західних українських земель костел перестав функціонувати, а в цьому приміщенні розпочала свої служби Православна церква.

## Культура
Братська могила радянських воїнів – пам’ятка історії місцевого значення. Пам’ятник увіковічує воїнів Радянської армії, які загинули визволяючи село Княгинине у березні 1944 року.
За визволення села загинуло 23 воїни, які поховані у братській могилі. В 1969 році на братській могилі встановлено пам’ятник, які виготовили колгоспники місцевого колгоспу «Ленінський шлях» Кліщ О. Я. та Остапюк Г.І.
На теперішній час обеліск замінено. Встановлено новий обеліск у формі зрізаного прямокутника, з хрестом зверху. Напис на обеліску:
«Вічна пам'ять односельчанам та воїнам-визволителям, які загинули в роки Великої Вітчизняної війни»

## Відомі люди
- Ігор Рафаїлович Юхновський (1925—2024) — український фізик-теоретик, громадський та політичний діяч, народний депутат України І — IV скликань, кандидат в президенти на виборах 1991 року, виконувач обов'язків Голови Українського інституту національної пам'яті (2006—2010).
- Пограничний Адам Тимофійович (нар. 1925 р.) — ветеран німецько-радянської війни. Був призваний на фронт у 1944 році, брав участь в боях за Ригу, був поранений. Нагороджений орденами і медалями: орден «Вітчизняної війни» І ступеня, орден «За мужність» ІІІ ступеня, медаль «Захиснику Вітчизни».[8]
- Стібиш Артур Віталійович (2003—2022) — солдат збройних сил України, учасник російсько-української війни.